# Rocky Hill
Rocky Hill är en kommun (town) i Hartford County i delstaten Connecticut, USA. Vid folkräkningen år 2000 bodde 17 966 personer på orten. Den har enligt United States Census Bureau en area på totalt 35,7 km² varav 0,9 km² är vatten.